# James Bremer
Sir James John Gordon Bremer (26 de septiembre de 1786 - 14 de febrero de 1850) fue un oficial de la Royal Navy. Sirvió en las Guerras Napoleónicas, en la primera guerra anglo-birmana y en la primera guerra anglo-china. En China, sirvió dos veces como comandante en jefe de las fuerzas británicas.
Nacido en Portsea, Portsmouth, Bremer ingresó en la Royal Naval College como estudiante en 1797. Mientras servía en las Indias Orientales, se convirtió en comandante del HMS Rattlesnake en 1807. Fue ascendido a capitán en 1814 y fue nombrado CB al año siguiente. Tras convertirse en comandante del HMS Tamar, fue enviado a la Isla Melville, Australia, en 1824 para establecer una colonia. Bajo su liderazgo, la costa norte de Australia, desde los 129° hasta los 135° de longitud, fue reclamada como territorio británico. También dirigió la batalla de Berbera en 1827.
Bremer fue dos veces comandante en jefe de las fuerzas británicas en la Primera Guerra Anglochina, de 1839 a 1841. Durante la guerra, tomó posesión formal de la isla de Hong Kong para el Reino Unido en 1841. Ese mismo año fue nombrado KCB. En 1846, fue nombrado con Sir Francis Augustus Collier al mando conjunto de la Escuadra del Canal y se convirtió en comodoro-superintendente del Astillero de Woolwich, del que se retiró en 1848. Murió en 1850, habiendo alcanzado el rango de contralmirante.

## Primeros años de carrera
Bremer nació el 26 de septiembre de 1786 en Portsea, Hampshire, Inglaterra. Era el único hijo del teniente de la Royal Navy  James Bremer (que desapareció en el East Indiaman Halswell frente a la costa de Dorset, Inglaterra, el 6 de enero de 1786) y su esposa Ann, hija del capitán James Norman. En 1794, con unos 12 años, se alistó en la Royal Navy como voluntario de primera clase a bordo del HMS Sandwich, el buque insignia del contraalmirante Skeffington Lutwidge, en el Nore, del que fue licenciado en junio de 1795. El 8 de octubre de 1797, se convirtió en estudiante de la Royal Naval College en Portsmouth, y volvió a embarcarse el 2 de abril de 1802 como guardiamarina a bordo del HMS Endymion bajo el mando del capitán Philip Durham. Hasta julio de 1805, Bremer sirvió en el buque insignia del vicealmirante James Gambier y del contralmirante Edward Thornbrough, [[HMS Isis (1774)|HMS Isis], en las estaciones de Newfoundland y Mar del Norte. Poco después de aprobar su examen, fue nombrado subteniente del bergantín cañonero HMS Rapid. El 3 de agosto de 1805, se convirtió en teniente a bordo del HMS Captain como parte de la fuerza de William Cornwallis que perseguía a una flota francesa en Brest.
El 9 de mayo de 1806, Bremer fue destinado al HMS Diana al mando del capitán Thomas James Maling en la Estación del Mediterráneo, desde donde se dirigió al Estrecho de Davis. El 6 de octubre, sirvió a bordo del HMS Imogen, al mando del capitán Thomas Garth en el Mediterráneo. El 28 de mayo de 1807, fue destinado a la HMS Psyché al mando del capitán William Wooldridge en las Indias Orientales, donde se convirtió en comandante del HMS Rattlesnake el 13 de octubre. Se convirtió en capitán de puesto el 7 de junio de 1814. El 4 de junio de 1815, fue nombrado Compañero de la Muy Honorable Orden del Baño militar (CB).

## Australia
El 18 de septiembre de 1823, justo antes de cumplir 37 años, Bremer fue nombrado comandante del HMS Tamar. En febrero de 1824, fue enviado a la Isla Melville (Territorio del Norte)|Isla Melville]], Australia, para establecer una colonia. El sitio fue pensado como un asentamiento militar para asegurar el comercio británico en la región. Se esperaba que se abriera un mercado para los comerciantes británicos en el Archipiélago Malayo. En junio de 1824, Bremer llegó a Sydney donde pasó un mes recogiendo tropas y provisiones. Los barcos transportaban Royal Marines y 44 convictos custodiados por los 3º Regimiento. Tras navegar por el Estrecho de Torres, llegó a Port Essington el 20 de septiembre. La costa norte de Australia desde los 129° hasta los 135° de longitud fue declarada territorio británico. Bremer rechazó Port Essington como asentamiento debido a su falta de agua potable. El 26 de septiembre, el grupo desembarcó en King Cove en la isla de Melville para construir un asentamiento, que fue nombrado Fort Dundas el 21 de octubre. Sin embargo, el lugar era insalubre, costoso de mantener y no se convirtió en un puesto comercial ventajoso. En noviembre de 1828, se dio la orden de abandonar el puesto.
En noviembre de 1824, Bremer se embarcó hacia la India, donde sirvió en la primera guerra anglo-birmana. On 25 January 1836, he was made a Knight Commander of the Royal Hanoverian Guelphic Order (KCH). En 1837, Port Essington fue seleccionado de nuevo como posible estación comercial por Barón Glenelg. Bremer, que comandaba el Alligator y el Britomart', volvió a ser el encargado de la expedición. Estableció un nuevo puesto en octubre de 1838, llamándolo Port Victoria. El puerto estuvo activo hasta 1843 y en 1849, Port Essington fue abandonado al no tener valor comercial ni militar. Bajo el estímulo del gobernador de Nueva Gales del Sur George Gipps, Bremer partió de Port Essington hacia China en junio de 1839, con los barcos bajo su mando, tras las noticias de problemas en la ciudad china de Cantón.

## China

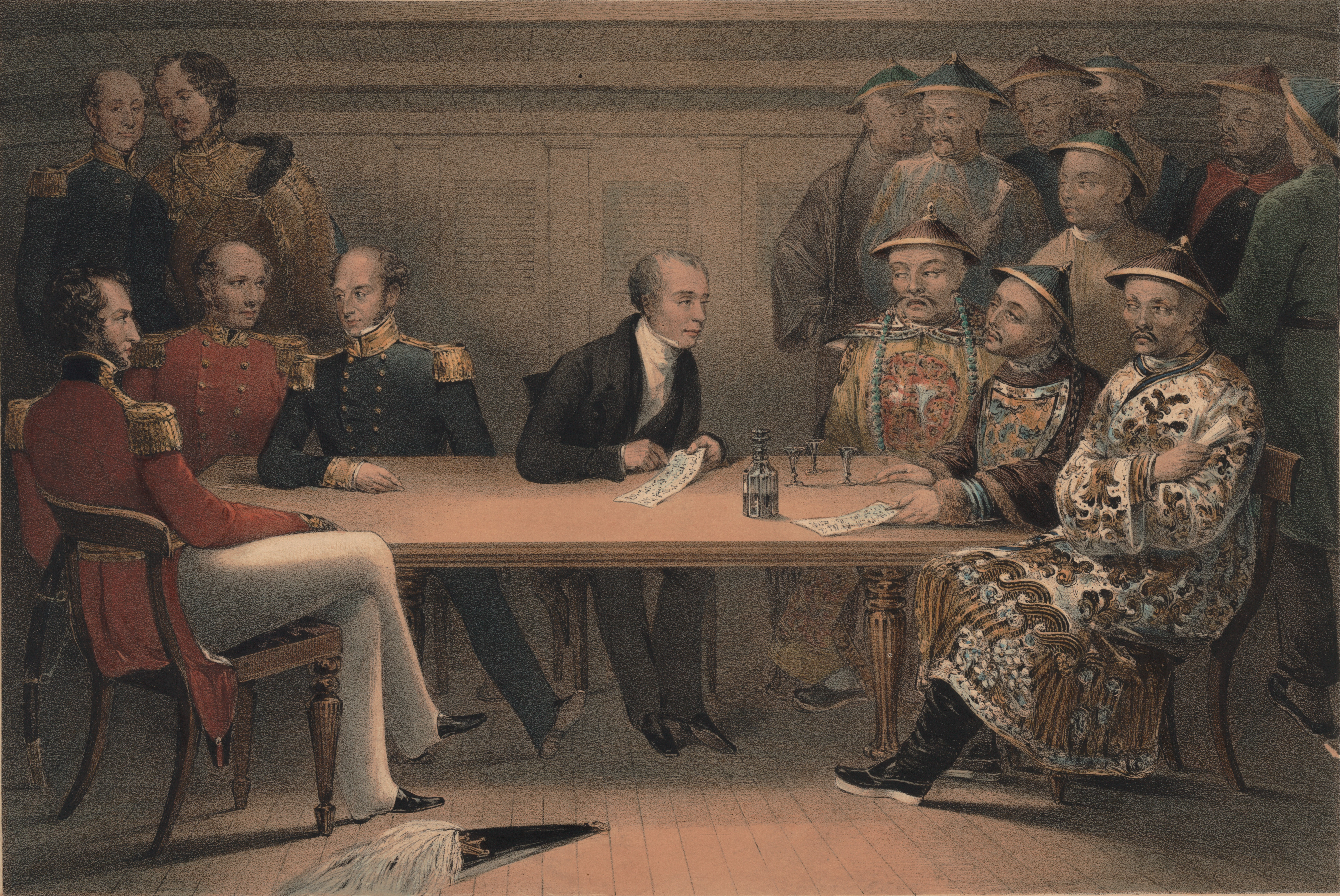
Bremer (left of centre) on board HMS Wellesley with Chinese officials on 4 July 1840, a day before the capture of Chusan

El contralmirante Frederick Maitland, comandante de la Estación de las Indias Orientales y China, murió en noviembre de 1839. Como oficial naval superior, Bremer asumió el cargo de comandante en jefe de las fuerzas británicas en la primera guerra anglo-china como comodoro. Fue sustituido por el contralmirante George Elliot en julio de 1840, pero tras el regreso de Elliot a casa en noviembre de 1840, Bremer volvió a asumir el cargo hasta la llegada de Sir William Parker en agosto de 1841. Bremer dirigió la captura de Chusan (5-6 de julio de 1840),la segunda batalla de Chuenpi (7 de enero de 1841), la batalla de Humen (23-26 de febrero), la batalla de First Bar (27 de febrero), la batalla de Whampoa (2 demarzo), y la primera batalla de Cantón (18 de marzo).
Después de que el plenipotenciario Charles Elliot declarara la cesión de la isla de Hong Kong al Reino Unido el 20 de enero de 1841, Bremer informó el 26 de enero que "se dirigió a Hong Kong, y tomó posesión formal de la isla en nombre de Su Majestad, e izó los colores en ella, con los saludos y ceremonias habituales." Esta zona se conoce como Possession Point. El 1 de febrero, emitió una proclamación conjunta con Elliot a los habitantes, declarando la isla territorio británico. El 24 de agosto, salió de China a bordo del Atlanta con Elliot. Por sus servicios, Bremer recibió un voto de agradecimiento de ambas cámaras del Parlamento, y el 29 de julio fue nombrado Caballero Comandante de la Muy Honorable Orden Militar del Baño (KCB).

## Carrera posterior

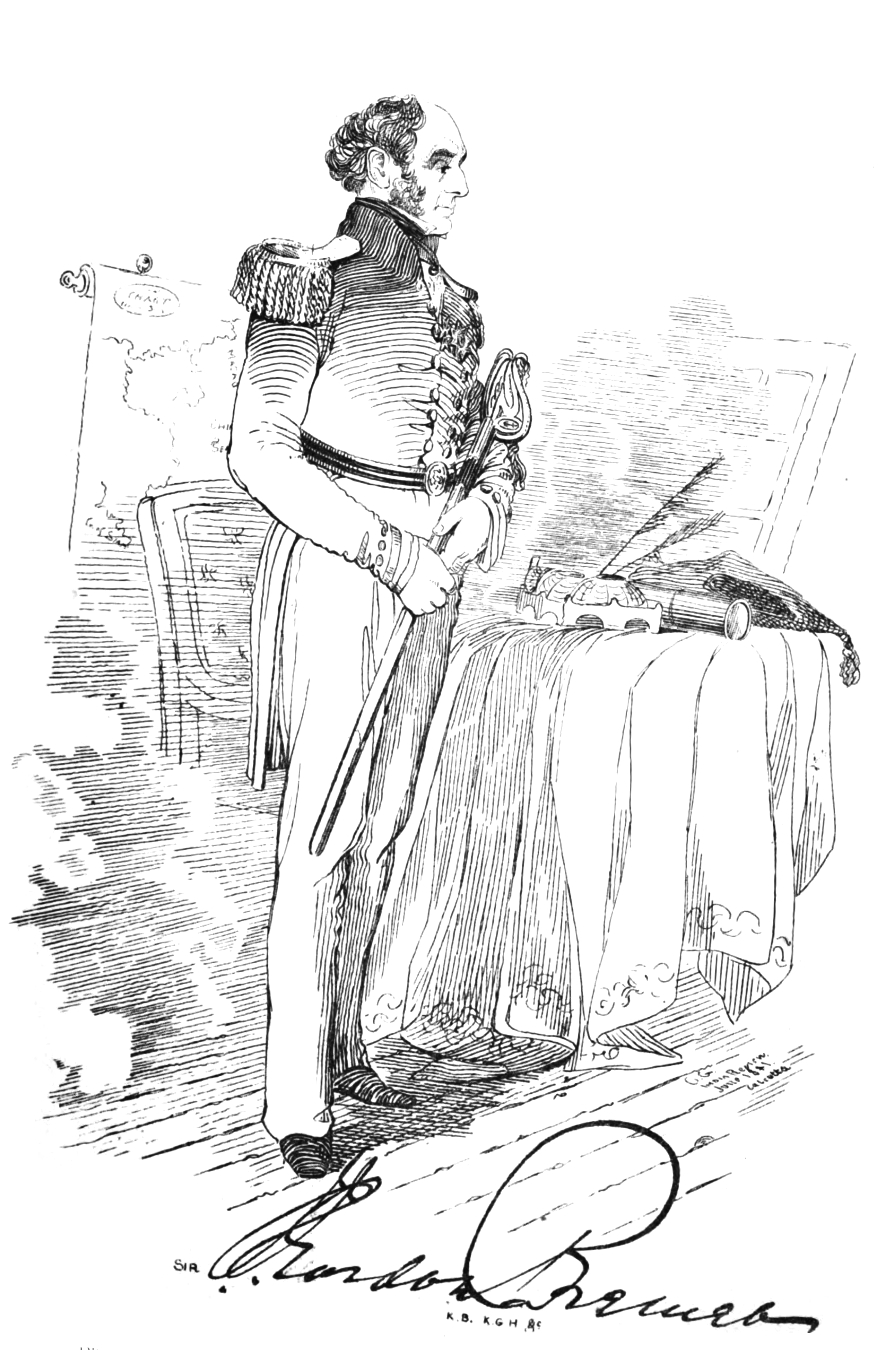
Portrait by Colesworthy Grant

El 30 de abril de 1846, Bremer fue nombrado, junto con Sir Francis Augustus Collier, al mando de la Escuadra del Canal, con su banderín ancho a bordo del HMS Queen. En noviembre de 1842, se convirtió en comodoro-superintendente del Woolwich Dockyard, donde comandó el yate William and Mary. Se retiró del astillero el 13 de noviembre de 1848. El 15 de septiembre de 1849, Bremer fue nombrado Almirante de la Azul. Sirvió como magistrado en Devonshire. Murió de diabetes mellitus el 14 de febrero de 1850 en Tunbridge Wells, Kent, Inglaterra.